# اندی بک‌ویت
اندی بک‌ویت (انگلیسی: Andy Beckwith) بازیگر اهل بریتانیا است.
از فیلم‌ها یا برنامه‌های تلویزیونی که وی در آن نقش داشته‌است می‌توان به نفوذی، قاپ‌زنی، رهاشده، دزدان دریایی کارائیب: صندوقچه مرد مرده، دزدان دریایی کارائیب: پایان جهان، بینوایان، وایت‌چپل، ان‌سی‌آی‌اس، ملکه بالیوود، نمایش سگ‌ها و بازی تاج‌وتخت اشاره کرد.